# لوکاست ولی (نیویورک)
لوکاست ولی، نیویورک (به انگلیسی: Locust Valley, New York) یک منطقه سرشماری‌شده در ایالات متحده آمریکا است که در شهرستان ناساو، نیویورک واقع شده‌است.

## خصوصیات
لوکاست ولی ۲٫۴ کیلومترمربع مساحت و ۳٬۴۰۶ نفر جمعیت دارد و ۳۹ متر بالاتر از سطح دریا واقع شده‌است.